# جوستين كلارك
جوستين كلارك (بالإنجليزية: Justin Clark)‏ (17 أكتوبر 1988 بأتلانتا في الولايات المتحدة - ) هو لاعب كرة قدم أمريكي في مركز الدفاع. لعب مع Orlando City SC (2010–2014) ‏.

## وصلات خارجية
- جوستين كلارك على موقع قاعدة بيانات كرة القدم.إي يو (الإنجليزية)
- جوستين كلارك على موقع Soccerway.com (الإنجليزية)